# Glycymeris lintea
Glycymeris lintea is een tweekleppigensoort uit de familie van de Glycymerididae. De wetenschappelijke naam van de soort is voor het eerst geldig gepubliceerd in 1961 door Olsson.